# 穆罕默德·纳希德
穆罕默德·纳希德（迪维希语：މުހައްމަދު ނަޝީދު ，拉丁转写：Mohamed Nasheed，1967年5月17日—），马尔代夫共和国前任总统。
纳希德1989年毕业于英国利物浦約翰摩爾斯大學，1991年因批评当局而遭逮捕下狱，次年被判处三年有期徒刑，1993年出狱后又多次遭到当局逮捕。2000年，纳希德曾一度代表马累而当选为马尔代夫国会议员，但六个月后因被指控曾偷盗过国家文件而再次接受当局的处罚。2003年，纳希德流亡海外，积极组建马尔代夫民主党。
2004年，纳希德获得英国政治避难权，次年回到马累。他的到来使得马尔代夫民主党人气大增，因此在2005年，他又再一次被下狱，被认定为恐怖分子。
2008年，在总统大选中一举击败加尧姆，当选马尔代夫第三任民选总统。
2012年2月7日，在國內爆發警察叛變及持續數週的群眾示威後，納希德在電視記者會上宣布辭去馬爾代夫總統，並將總統職權移交給副總統穆罕默德·瓦希德·哈桑。但辞职之后不久，纳希德突然公开宣称“辞职是被人用枪顶着头的强迫辞职”。
2015年，法院判決納希德犯有恐怖主義罪行。次年當局准許他離境到英國治病，而他在英國再次獲得政治避難權。2018年11月，馬爾代夫最高法院判決納希德的定罪無效，他的13年有期徒刑獲得取消。2019年議會選舉後當選人民議會議長。2021年5月6日他在住所外被炸彈炸至重傷，他的2名保鏢亦受傷。3名疑犯被捕。